# Vena safena menor
La vena safena menor o vena safena externa és una vena superficial relativament gran de la part posterior de la cama.

## Estructura
L'origen de la vena safena menor és on la vena dorsal del cinquè dit (el més petit) es fusiona amb l'arc venós dorsal del peu, que s'uneix a la vena safena major.
Des del seu origen, recorre la vora lateral del peu (inferior i posterior al mal·lèol lateral) i recorre la cara posterior de la cama (amb el nervi sural), on passa entre els caps del múscul gastrocnemi. Aquesta vena presenta una sèrie de punts de drenatge diferents. Normalment, desemboca a la vena poplítia, a o per sobre del nivell de l'articulació del genoll.